# 251
Cette page concerne l'année 251  du calendrier julien. Pour l'année 251 av. J.-C., voir 251 av. J.-C. Pour le nombre 251, voir 251 (nombre).
L'année 251 est une année commune qui commence un mercredi.

## Événements
- Mars : élection de l'évêque de Rome Corneille (fin de pontificat en 253)[1].
- après Pâques (23 mars), l'évêque Cyprien rentre à Carthage où il convoque un premier concile pour régler la question des lapsi. Ceux qui ont acheté des certificats de sacrifice (libellus) sont pardonnés, ceux qui ont sacrifié devront faire une longue pénitence. Le concile condamne le prêtre Novat et le schisme de Novatien[2]. Cyprien y lit sous forme de discours ses traités De Lapsis, et De Catholicae Ecclesiae unitate[3].
- Juin :
  - l'empereur romain Dèce et son fils Herennius Etruscus sont vaincus et tués par les Goths à la bataille d'Abrittus, aujourd'hui Razgrad[4] (trahi par Trébonien Galle ?). Il s'ensuit une période confuse de succession : Trébonien Galle (Trebonianus Gallus) prend le pouvoir jusqu'en 253 ; il donne à Hostilien, fils de Dèce, le rang d'Auguste, puis à sa mort de la peste à la fin de l'été, s'adjoint son fils Volusien[5]. Gallus négocie une paix désavantageuse avec les Goths de Cniva, qui conservent leur butin et reçoivent un tribut en échange de leur retrait[6].
  - la persécution des chrétiens cesse à Rome et en Afrique[7]. Novatien se fait élire évêque de Rome contre Corneille qu’il accuse de complaisance à l’égard des lapsi, chrétiens qui avaient failli lors de la persécution de Dèce. Corneille, élu après 14 mois de vacance du siège pontifical, règle la question des lapsi par la clémence avec Cyprien et combat Novatien[8].
- Automne :
  - Cyprien convoque un second concile qui reprend la question des lapsi[2].
  - Novatien est excommunié lors d'un synode à Rome[9].

- Le sassanide Chahpuhr Ier intervient en Arménie (251-254). Le jeune Arsacide Tiridate se réfugie en territoire romain[10].
- Un prince parthe d’Iran, Anak, se réfugie à la cour du roi d’Arménie Tiridate II ; une fois installé à Artachat, il assassine traîtreusement le roi. Dans la confusion qui suit cet assassinat, les Perses envahissent l’Arménie. Avant de mourir, Tiridate a eu le temps de faire exécuter Anak et les siens. Seul Grigor, fils d’Anak, échappe au massacre et se réfugie à Césarée de Cappadoce, où il est instruit dans la foi chrétienne. Il se marie, puis divorce au bout de quelques années avec le consentement de sa femme pour se consacrer au sacerdoce. Puis voulant acquitter la dette de son père, il se rend auprès du fils de Tiridate II, le futur Tiridate III, qui avait été envoyé à Rome après l’invasion perse où il avait reçu une éducation militaire[11].

## Naissances en 251
- Antoine le Grand, père des moines ermites, père du monachisme (mort vers 356).

## Décès en 251
- 5 février : martyre d'Agathe de Catane.
- Juin :
  - Dèce ou Décius, empereur romain.
  - Herennius Etruscus, Auguste et fils de Dèce.
- Fin de l'été :  Hostilien, empereur romain, fils de Dèce et collègue momentané à l'Empire de Trebonien Galle après la disparition de Dèce.

- Babylas d'Antioche, évêque et martyr.
- Félicien de Foligno, évêque et martyr.